# L-ascorbato ossidasi
La L-ascorbato ossidasi è un enzima appartenente alla classe delle ossidoreduttasi, che catalizza la seguente reazione:
2 L-ascorbato + O2 ⇄ 2 deidroascorbato + 2 H2O
L'enzima è una proteina multirame.